# Орден Бернардо О’Хиггинса
Орден Бернардо О’Хиггинса — орден Чили. Учреждён 28 апреля 1956 года. Назван в честь одного из основателей чилийского государства — генерала Бернардо О’Хиггинса.

## Статут
Орденом награждаются иностранные граждане за заслуги в искусстве, науке, образовании, промышленности, торговле, международной деятельности. Высший класс ордена как правило присваивается только главам иностранных государств.

## Классы
- Кавалер Большого креста — знак на плечевой ленте и звезда на груди
- Великий офицер — знак на шейной ленте и звезда на груди
- Командор — знак на шейной ленте
- Офицер — знак на ленте с розеткой для ношения на груди
- Кавалер — знак на ленте для ношения на груди

Лента: красная с синими краями (для Большого креста) и синяя с красным (пополам) для других классов.
| Орденские планки |        |          |                |               |
| Кавалер          | Офицер | Командор | Великий офицер | Большой крест |

## Известные награждённые

### Большой крест
- Ян Петер Балкененде, (Нидерланды)
- Мария Алвеш да Силва Каваку Силва, (Португалия)
- Тим Фишер, (Австралия)
- Пит де Йонг, (Нидерланды)
- Сунао Сонода, (Япония)
- Тунку Накиюуддин, (Малайзия)
- Ян Пронк, (Австрия)
- Симон Визенталь, (Австрия)
- Роберто Козак, (1992)[1][2]
- Мухаммед VI, (король Марокко), (2004)
- Монтеро, Хуан Эстебан
- Сильвия (королева Швеции), (Швеция) (2016)
- Даниэль, герцог Вестергётландский (Швеция), (2016)
- Ксавье Барконс, (Испания), (2020)[3]
- Аугусто Пиночет, (Чили)